# Афрамакс
Афрамакс (Aframax) — тип судов, в основном танкеров.

## Общие сведения
По классификации AFRA (Average Freight Rate Assessment) этот тип танкеров относится к классу LR2 (Large Range 2), Это суда от 80 до 120 тыс. тонн дедвейта.
Мощность двигательной установки Афрамакса составляет примерно 13—17 тыс. кВт, скорость этих танкеров составляет примерно 15 узлов.
Танкеры этого типа в основном используются для организации торговли в акватории одного моря в Северном море, Карибском бассейне, Дальнем Востоке и Средиземном море.
Исторически добыча нефти стран ОПЕК постепенно увеличивается, поэтому спрос на танкеры Афрамакс растёт.
Танкеры становятся более востребованными из-за того, что большинство гаваней и каналов, через которые следует нефть из стран ОПЕК слишком малы для прохода танкеров VLCC и тем более ULCC.
В результате Афрамакс и Суэцмакс стали предпочтительным вариантом для перевозки нефти по морским путям.
Эксперты Ллойда считают, что введение в строй нефтепровода ВСТО приведёт к росту рынка Афрамаксов, которые могут принимать все порты назначения. Заказы на Афрамаксы размещаются в основном в Южной Корее и Китае. Некоторые заказы также размещаются и в России.
В России
Афрамаксы может принимать ряд портов на территории бывшего СССР, в том числе Вентспилсский свободный порт и порт Восточный в заливе Находка (Японское море).
Развивается торговля нефтью через российские дальневосточные порты. Так, в 2010 году через нефтеналивной терминал Козьмино в порту Восточный (конечная точка нефтепровода ВСТО) прошло 13,6 млн тонн нефти.
Крупными российскими операторами в классе являются Совкомфлот (второй в мире) и Новошип.
В 2016 году завершено строительство первой очереди верфи «Звезда» в Приморском крае.; возведённый судостроительный комплекс позволит принимать заказы на данный тип судов. 
В сентябре 2018 года состоялась закладка первого подобного танкера; танкер «Владимир Мономах», первый российский танкер такого типа, был спущен на воду 12 мая 2020.